# Louis Arbessier
Louis Arbessier (9 de abril de 1907 – 23 de marzo de 1998) fue un actor teatral, cinematográfico, televisivo y de voz de nacionalidad francesa.

## Biografía
Nacido en Vienne, Francia, e hijo de peluqueros, estudió derecho en Lyon y trabajó después en empresas aseguradoras. A la vez, frecuentó los cursos del Conservatorio de Lyon. Mudado a París, Cécile Sorel le dio trabajo en la obra Sapho, de Alphonse Daudet. 
Durante la Segunda Guerra Mundial, fue colaborador de la Resistencia. En 1943 conoció a Jean Vilar, con el cual fundó La compagnie des Sept, actuando en obras como La Danse de mort (de August Strindberg) y Asesinato en la catedral (de T. S. Eliot). 
Como actor cinematográfico, fue intérprete de numerosos papeles históricos: Napoleón III Bonaparte, Luis XIII de Francia (en dos filmes, uno de ellos Si Versailles m'était conté, de Sacha Guitry), o el zar en Michel Strogoff. 
En el cine quedó relegado a la interpretación de papeles de reparto, lo cual contrarrestó con su trabajo teatral, actuando en piezas como Antígona y Medea (de Jean Anouilh), L'Immaculée (de Philippe Hériat), Marie Stuart (de Marcelle Maurette), No habrá guerra de Troya (de Jean Giraudoux), Nucléa (de Henri Pichette), L'Absent (de Claude Spaak), Le Cœur léger (de Claude-André Puget), o Carine ou la Jeune Fille folle de son âme (de Fernand Crommelynck), entre otras. En 1971, Pierre Dux le contrató para actuar en la Comédie-Française, siendo miembro pensionnaire de la compañía durante veintidós años.
Además, fue el primer comisario Jules Maigret de la televisión en Liberty Bar. Para la pequeña pantalla siguió actuando durante años, siendo de destacar su trabajo en el programa La caméra explore le temps.
Louis Arbessier falleció en París, Francia, en 1998. Había estado casado cuatro veces, una de ellas con la actriz Jane Val. Todos sus matrimonios acabaron en divorcio. Fue el padre de Arnaud Arbessier, actor especializado en el doblaje.

## Teatro

### Actor
- 1945 : Danse de mort, de August Strindberg, escenografía de Jean Vilar, Théâtre des Noctambules
- 1947 : L'Immaculée, de Philippe Hériat, escenografía de Claude Sainval, Teatro de los Campos Elíseos
- 1947 : Le Juge de Malte, de Denis Marion, escenografía de Maurice Cazeneuve, Teatro Montparnasse
- 1947 : L'Amour et son image, de Roger Dornes, escenografía de Georges Douking, Théâtre de l'Œuvre
- 1949 : Carine, de Fernand Crommelynck, escenografía de René Dupuy, Théâtre de l'Œuvre
- 1951 : Maria Stuart, de Friedrich von Schiller, escenografía de Raymond Hermantier, Comédie de Paris
- 1952 : Nucléa, de Henri Pichette, escenografía de Gérard Philipe y Jean Vilar, Teatro Nacional Popular y Teatro Nacional de Chaillot
- 1952 : Médée, de Robinson Jeffers, escenografía de Georges Vitaly, Teatro Montparnasse
- 1953 : L'Énigme de la chauve-souris, de Mary Roberts Rinehart, escenografía de Georges Vitaly, Grand-Guignol
- 1953 : Les Naturels du bordelais, de Jacques Audiberti, escenografía de Georges Vitaly, Théâtre La Bruyère
- 1957 : L'Équipage au complet, de Robert Mallet, escenografía de Henri Soubeyran, Comédie de Paris
- 1959 : Le Cœur léger, de Samuel Taylor y Cornelia Otis Skinner, escenografía de Jacques Charon, Théâtre de l'Athénée
- 1961 : Amal et la lettre du roi, de Rabindranath Tagore, escenografía de Pierre Valde, Théâtre de l'Œuvre
- 1961 : Le Christ recrucifié, de Nikos Kazantzakis, escenografía de Marcelle Tassencourt, Théâtre Montansier
- 1962 : Le Christ recrucifié, Teatro del Odéon
- 1963 : El diablo y Dios, de Jean-Paul Sartre, escenografía de Jean Collomb, Festival de Bellac
- 1964 : La Tragédie de la vengeance, a partir de Cyril Tourneur, escenografía de Francis Morane y Jean Serge, Théâtre de la Ville
- 1964 : Corona de amor y muerte, de Alejandro Casona, escenografía de Jean Collomb, Festival de Bellac
- 1965 : Asesinato en la catedral, de T. S. Eliot, escenografía de Louis Arbessier, Festival de Bellac
- 1967 : La gaviota, de Antón Chéjov, escenografía de Sacha Pitoëff, Théâtre Moderne
- 1967 : La Vie sentimentale, de Louis Velle, escenografía de Michel Fagadau, Espace Cardin
- 1968 : Quoat-Quoat, de Jacques Audiberti, escenografía de Georges Vitaly, Théâtre La Bruyère
- 1969 : La Femme du boulanger, de Jean Giono, escenografía de André Nader, Théâtre Tristan-Bernard
- 1971 : Becket, de Jean Anouilh, escenografía de Jean Anouilh y Roland Piétri, Comédie-Française
- 1972 : Le Comte Oderland, de Max Frisch, escenografía de Jean-Pierre Miquel, Comédie-Française en el Teatro del Odéon
- 1972 : Ricardo III, de William Shakespeare, escenografía de Terry Hands, Comédie-Française, Festival de Aviñón
- 1972 : Edipo rey y Edipo en Colono, de Sófocles, escenografía de Jean-Paul Roussillon, Festival de Aviñón, Comédie-Française
- 1972 : Le Comte Oderland, de Max Frisch, escenografía de Jean-Pierre Miquel, Comédie-Française
- 1972 : La Station Champbaudet, de Eugène Labiche y Marc-Michel, escenografía de Jean-Laurent Cochet, Comédie-Française
- 1972 : La Troupe du Roy, homenaje a Molière, Comédie-Française
- 1973 : Ricardo III, de William Shakespeare, escenografía de Terry Hands, Comédie-Française
- 1973 : El avaro, de Molière, escenografía de Jean-Paul Roussillon, Comédie-Française
- 1973 : La escuela de las mujeres, de Molière, escenografía de Jean-Paul Roussillon, Comédie-Française
- 1973 : On ne saurait penser à tout, de Alfred de Musset, escenografía de Jean-Laurent Cochet, Comédie-Française
- 1974 : Pericles, príncipe de Tiro, de William Shakespeare, escenografía de Terry Hands, Comédie-Française
- 1974 : Ondina, de Jean Giraudoux, escenografía de Raymond Rouleau, Comédie-Française
- 1974 : La Nostalgie, Camarade, de François Billetdoux, escenografía de Jean-Paul Roussillon, Comédie-Française en el Teatro del Odéon
- 1974 : L'Impromptu de Marigny, de Jean Poiret, escenografía de Jacques Charon, Comédie-Française
- 1974 : Ifigenia, de Jean Racine, escenografía de Jacques Destoop, Comédie-Française
- 1975 : Cinna, de Pierre Corneille, escenografía de Simon Eine, Comédie-Française en el Teatro del Odéon
- 1975 : El idiota, de Fiódor Dostoyevski, escenografía de Michel Vitold, Comédie-Française en el Théâtre Marigny
- 1975 : Monsieur Le Trouhadec saisi par la débauche, de Jules Romains, escenografía de Michel Etcheverry, Comédie-Française
- 1975 : La Poudre aux yeux, de Eugène Labiche y Édouard Martin, escenografía de Jacques Charon, Comédie-Française en el Théâtre Marigny
- 1975 : Hommage à François Mauriac, de Félicien Marceau, Comédie-Française
- 1976 : Noche de reyes, de William Shakespeare, escenografía de Terry Hands, Comédie-Française en el Teatro del Odéon
- 1976 : Hommage à Georges Bernanos, de Michel Dard, Comédie-Française
- 1976 : Lorenzaccio, de Alfred de Musset, escenografía de Franco Zeffirelli, Comédie-Française
- 1977 : En plein cœur, velada literaria, Comédie-Française
- 1977 : Lorenzaccio, de Alfred de Musset, escenografía de Franco Zeffirelli, Comédie-Française
- 1979 : Ruy Blas, de Victor Hugo, escenografía de Jacques Destoop, Comédie-Française
- 1979 : Berenice, de Jean Racine, escenografía de Jean-François Rémi, Comédie-Française
- 1980 : Simul et singulis, velada literaria dedicada al Tricentenario de la Comédie-Française, escenografía de Jacques Destoop, Comédie-Française
- 1981 : À Memphis, il y a un homme d’une force prodigieuse, de Jean Audureau, escenografía de Henri Ronse, Comédie-Française en el Teatro del Odéon
- 1981 : La Dame de chez Maxim, de Georges Feydeau, escenografía de Jean-Paul Roussillon, Comédie-Française
- 1982 : Le Voyage de Mme Knipper vers la Prusse-Orientale, de Jean-Luc Lagarce, escenografía de Jean-Claude Fall, Teatro del Odéon
- 1984 : Le Suicidé, de Nikolaï Erdman, escenografía de Jean-Pierre Vincent, Comédie-Française en el Teatro del Odéon
- 1985 : Les Corbeaux, de Henry Becque, escenografía de Jean-Pierre Vincent, Comédie-Française
- 1985 : Macbeth, de William Shakespeare, escenografía de Jean-Pierre Vincent, Comédie-Française en el Festival de Aviñón
- 1985 : El balcón, de Jean Genet, escenografía de Georges Lavaudant, Comédie-Française
- 1987 : Esther, de Racine, escenografía de Françoise Seigner, Comédie-Française en el Théâtre de la Porte Saint-Martin
- 1987 : Diálogos de Carmelitas, de Georges Bernanos, escenografía de Gildas Bourdet, Comédie-Française en la Ópera de Lille y en el Théâtre de la Porte Saint-Martin
- 1988 : Tête d'or, de Paul Claudel, escenografía de Aurélien Recoing, Comédie-Française en el Teatro del Odéon
- 1989 : La vida de Galileo, de Bertolt Brecht, escenografía de Antoine Vitez, Comédie-Française
- 1993 : Les Coréens, de Michel Vinaver, escenografía de Christian Schiaretti, Comédie-Française, Théâtre du Vieux-Colombier, Comédie de Reims

}}

### Director
- 1965 : Asesinato en la catedral, de T. S. Eliot, Festival de Bellac
- 1966 : Histoire de rire, de Armand Salacrou, Théâtre des Célestins

## Filmografía
- 1941 : Les Petits Riens, de Raymond Leboursier
- 1945 : L'Ennemi secret, de J.K Raymond-Millet
- 1947 : Paysans noirs, Georges Régnier
  - La Télévision, œil de demain, de J.K Raymond-Millet
- 1949 : La Soif des hommes, de Serge de Poligny
  - Suzanne et ses brigands, de Yves Ciampi
- 1952 : Nous sommes tous des assassins, de André Cayatte
  - Le Plus Heureux des hommes, de Yves Ciampi
  - Violetas imperiales, de Richard Pottier
- 1953 : Mandat d'amener de Pierre Louis
  - Les Trois Mousquetaires, de André Hunebelle
- 1954 : Si Versailles m'était conté..., de Sacha Guitry
  - Cadet Rousselle, de André Hunebelle
  - La Belle Otero, de Richard Pottier
  - La Reine Margot, de Jean Dréville
- 1955 : Série noire, de Pierre Foucaud
  - Si Paris nous était conté, de Sacha Guitry
  - Napoleón, de Sacha Guitry
  - Les Mémoires d'un flic, de Pierre Foucaud
- 1956 : Michel Strogoff, de Carmine Gallone
- 1957 : Action immédiate, de Maurice Labro
  - Les Louves, de Luis Saslavsky
  - Les Violents, de Henri Calef
- 1957 : 
  - La caméra explore le temps (serie TV) 
    - episodio Marie Waleska
    - episodio Le sacrifice de Madame Valette
    - episodio La mort de Marie-Antoinette (1958)
    - episodio Les templiers (1961
    - episodio Le meurtre de Henry Darnley ou La double passion de Marie Stuart (1962)
    - episodio La conspiration du général Malet (1963)
    - episodio L'affaire Calas (1963)
    - episodio La terreur et la vertu - Robespierre (1964)
    - episodio L'affaire Ledru (1965)
    - episodio Les Cathares - La croisade (1966)
    - episodio Les Cathares - L'inquisition (1966)

  - En votre âme et conscience (serie TV)
    - episodio L'affaire Levaillant ou le Cabinet des embûches (1957)
    - episodio Le cas d'Hélène Jégado (1967)
- 1958 : Échec au porteur, de Gilles Grangier
  - Les Misérables, de Jean-Paul Le Chanois
  - Une vie, de Alexandre Astruc
  - Prisons de femmes, de Maurice Cloche
- 1958 : Adélaïde (TV)
- 1959 : Le Fric, de Maurice Cloche
  - Y'en a marre, de Ivan Govar
- 1960 : Le Capitan, de André Hunebelle
  - La Vérité, de Henri-Georges Clouzot
  - Le Panier à crabes, de Joseph Lisbona
- 1960 : Liberty Bar (TV), de Jean-Marie Coldefy
- 1961 : Le Miracle des loups, de André Hunebelle
  - Le Président, de Henri Verneuil
  - Les lions sont lâchés, de Henri Verneuil
- 1961 : Les Deux Orphelines (TV)
- 1961 : La caméra explore le temps, de Stellio Lorenzi, episodio Les Templiers
- 1962 : Âme qui vive, de Jean Dasque
- 1962 : L'inspecteur Leclerc enquête, de Marcel Bluwal (serie TV), episodio Vengeance
- 1963 : L'Honorable Stanislas, agent secret, de Jean-Charles Dudrumet
- 1964 : Les Barbouzes, de Georges Lautner
- 1964 : Le Chemin de Damas (TV)
- 1965 : The Dirty Game, de Christian-Jaque
  - La Corde au cou, de Joseph Lisbona
  - Le Tonnerre de Dieu, de Denys de La Patellière
- 1966 : Voilà l'ordre, de Jacques Baratier
  - Avec la peau des autres, de Jacques Deray
- 1966 : Illusions perdues (TV), de Maurice Cazeneuve
- 1967 : Vidocq (serie TV), de Marcel Bluwal
  - Allô Police (serie TV), episodio Affaire de famille
  - L'Âne Culotte (TV)
  - Le Chevalier Tempête (TV)
- 1968 : Sous le signe du taureau, de Gilles Grangier
  - Le Pacha, de Georges Lautner
- 1968 : Turcaret ou le Financier (TV)
- Les Dossiers de l'agence O (serie TV), de Jean Salvy y Marc Simenon
  - episodio Le prisonnier de Lagny
  - episodio La cage d'Émile
  - episodio Le docteur Tant-pis
  - episodio L'arrestation du musicien
- 1969 : Fortune (TV)
- 1971 : Sapho ou la Fureur d'aimer, de Georges Farrel
- 1971 : La Part des lions, de Jean Larriaga
- 1971 : La Dame de Monsoreau (TV)
- 1971 : La Visite de la vieille dame
- 1971 : Noële aux quatre vents
- 1971 : Donogoo
- 1971 : Les Nouvelles Aventures de Vidocq (TV), episodio Les banquiers du crime
- 1971 : Arsène Lupin, episodio Une femme contre Arsène Lupin
- 1971 : Opération Walkyrie (TV)
- 1972 : La Michetonneuse, de Francis Leroi
- 1972 : François Gaillard ou la vie des autres (TV), de Jacques Ertaud, episodio Michel
- 1972 : Les Cinq Dernières Minutes (TV), episodio Meurtre par la bande, de Claude Loursais
- 1972 : La Station Champbaudet, dirección de Georges Folgoas
- 1973 : Les Coqs de minuit (TV)
- 1973 : Les Messieurs de Saint-Roy, de Pierre Goutas
- 1973 : Un homme, une ville
- 1973 : Au bout du rouleau
- 1973 : Poker d'As (TV)
- 1974 : Du blé en liasses, de Alain Brunet
- 1974 : La Jeune Fille assassinée, de Roger Vadim
- 1974 : Ondine, dirección de Raymond Rouleau
- 1975 : Les Rosenberg ne doivent pas mourir
- 1976 : La Poudre aux yeux
- 1976 : Au théâtre ce soir : La Charrette anglaise, de Georges Berr y Louis Verneuil, escenografía de Jean-Laurent Cochet, dirección de Pierre Sabbagh, Théâtre Édouard VII
- 1978 : Émile Zola ou la Conscience humaine
- 1978 : Les Bonnes Âmes
- 1980 : L'Œuf (TV) 
  - La Faute de Monsieur Bertillon (TV)
  - À une voix près... ou La naissance de la IIIe république (TV)
  - Le Taciturne (TV)
- 1982 : Les Enquêtes du commissaire Maigret, de Jean-Paul Sassy (serie TV), episodio Le Voleur de Maigret
- 1983 : Les Chardons de la colline (TV)
- 1984 : Mesrine, de André Génovès
- 1995 : L'Affaire Dreyfus (TV)
- 1994 : Tout vieux déjà , de David Carrayon

## Actor de voz
Como actor de voz, Arbessier trabajó en las producciones de animación La princesa Sara (1985) y Espartaco y el sol bajo el mar (1985), doblando, a lo largo de su trayectoria, a los siguientes intérpretes:
Harry Andrews, Ralph Bellamy, Nerio Bernardi, Roberto Camardiel, Tullio Carminati, John Carradine, James Gregory, Jack Gwillim, Fraser Kerr, Desmond Llewelyn, Joseph O'Conor, John Osborne, Vincent Price, William Prince, Remo Remotti, Walter Sande, George C. Scott, Bill Smillie, Basil Sydney, Max von Sydow, Ralph Truman, Peter Vaughan y Orson Welles.